# 佐々木彩夏
佐々木 彩夏（ささき あやか、1996年6月11日 - ）は、日本のアイドル、歌手、ファッションモデル、タレント、プロデューサー、女優。ももいろクローバーZ及びLumiUnionのメンバーで、愛称は「あーりん」。イメージカラーはピンク色で、キャッチフレーズはももクロのアイドル。神奈川県出身。
ももいろクローバーZとしての活動の傍ら、2019年には総合プロデューサー兼メンバーを務めるグループ「浪江女子発組合（現 LumiUnion）」を結成し「ももいろクローバーZ」と兼任しているほか、ファッションブランド『Chubby Bunny』をプロデュース。女性向けファッション雑誌や美容雑誌のレギュラーモデルを務める。

## 人物像
現実的・客観的に物事を捉え安定して仕事を遂行することが多いため、ファンからは「佐々木プロ」とも呼ばれる。
所属するLumiUnion（旧 浪江女子発組合）や自身が毎年開催するソロコンサートでは総合プロデュースを担当している。好きなアーティストは浜崎あゆみで、ライブを観に行った際に学んだ演出や観客の煽り方などを参考にしている。
声がよく通り、「盛り上がっていくぞ!!」などの力強い扇動が特徴。リーダーの百田夏菜子は「ももクロで一番男前。滅多なことじゃ泣かないし、サバサバしてる」と評している。

### 独自のアイドル像
アイドルらしからぬパフォーマンスが評価されることが多いももいろクローバーZの中で「ももクロのアイドル」のキャッチフレーズを掲げて独自の路線を貫く。本人はアイドルを「なんでもできる存在」と定義しており、大人がアイドル好きを公言しやすいようにアイドルの偏見を払拭して格を高めることを目指している。小学生の頃の憧れは松浦亜弥であった。昭和のアイドル好きでもあり、特に松田聖子・キャンディーズをリスペクトしている。
幼少期に習っていたジャズダンスとクラシックバレエを基本とした美しく魅せるダンスが特徴で、ももいろクローバーZやラブライブ!関連歌手の振り付けを担当する石川ゆみが「ダンスリーダー」「（自身の）後継者」と称した。
美術館巡りに関心を持ち、ヨハネス・フェルメールやフィンセント・ファン・ゴッホ、印象派の作品などを好む。フランスのルーヴル美術館を訪れたこともあり、好きな映画も『ローマの休日』である。

## 経歴・エピソード

### 「ももクロ」以前
産まれた当時「あやか」は一番人気の名前であり、両親が最もふさわしいと思う漢字をあてたのが命名の由来。一人っ子である。
2003年（小学1年生の時）、ジュネス企画にスカウトされ芸能界入り。
小学2年生の2004年にはジュニアアイドルとして水着姿の写真集とDVDを発売する。
テレビ東京の人気番組『おはスタ』に小学3年生から5年生まで「おはキッズ」としてレギュラー出演し、ガレッジセールや大沢あかねらと共演。将来の夢を質問されると「トップアイドルになる」と宣言。当時から「あーりんだよぉ」というフレーズを決めゼリフとしていた。
2007年（小学5年生の時）、スターダストプロモーションに移籍した。

### 「ももクロ」初期
2008年5月に結成されたももいろクローバーに同年11月23日加入。同日に行われた飯田橋ラムラでのライブ中に、早見あかり・柏幸奈とともに新メンバーとして登場した。
キャッチフレーズは「ちょっぴりセクシーでおちゃめな、ももクロのアイドル」。加入当時は“変顔”を見せることにも抵抗を示し、振付でコマネチを強要されて「やりたくない」と号泣したこともあるが、ももクロはそういったこともするグループであることを理解して克服した。
箱入り娘として母親から様々なことを禁止されていた時期があり、このエピソードはソロ曲『あーりんは反抗期!』の歌詞にも反映されている。
2012年に、坂崎幸之助（THE ALFEE）が主宰するフォーク音楽のイベントにグループとして参加し、初めてソロでアコースティック楽器とのセッションに挑戦。山口百恵の『秋桜』（コスモス）をカバーするも、大きく音を外すなどして歌いこなすことができなかった。本人は翌日のブログで謝るなど重く受け止め、後日インタビューでは「一曲しかない中で、いままで歌ったことのないジャンル、それも大先輩の歌を歌わせていただく、ということをもっと真剣に考えなくちゃいけなかった」と述べた。
その3ヶ月後に佐々木のリベンジの機会も兼ね、グループ初となるアコースティックライブが開催される（ももいろ夜ばなし第一夜「白秋」）。これに際して『秋桜』の歌詞を読み込み、登場人物の設定や物語の解釈を熟考。曲との距離感を縮め、歌詞とコード進行の関係性も頭に入れてからボイストレーニングに臨み、万全のパフォーマンスとなった。
すると翌年には、『秋桜』の作者であるさだまさしのコンサートに、ゲストとして招待されることに。ステージ上で同曲をデュエットし、さだの通算4000回となる区切りのコンサートに花を添えた。
後日のインタビューでは最初の失敗を振り返り、「歌に対しての意識も変わったし、パフォーマンスに対する意識もあの日を境にあがりました」「力が足りてないから理想のレベルを落とすんじゃなくて、揺るがない理想に向かって、進んでいかなくちゃいけない」と述べた。

### 「ももクロ」結成5周年〜
2014年には、自宅で足にヒビが入るケガを負った。程なく完治したが、テレビ番組収録中の転倒が原因で、今度は左くるぶし付近を骨折。スタジオ内で肩を抱えられて運ばれた際には「痛いですけど、大丈夫です」と笑顔でスタッフに応対し、椅子を持ってこられても「大丈夫です」と言って立っていたという。
完治するまでの期間はダンスができなかったため、持ちネタである「あーりんロボ」の格好などでステージに立っていた。
ソロの仕事も車いすに乗って参加し、『聖闘士星矢 Legend of Sanctuary』では声優に挑戦。好物のシュークリームに関して語った内容が、銀座コージーコーナーの特集記事として扱われたりもした。
2016年には、横浜アリーナでソロコンサート『AYAKA-NATION』を開催し、1万1716人を動員。ももいろクローバーZのバラード曲『青春賦』を、手話つきで歌唱するシーンもあり話題に。これは2年前から手話を習い始めた母に影響され、「音楽は全ての人に平等に与えられるもの」と考え、自ら提案した企画であった。
グループの全国ドームツアー（DOME TREK 2016）では、エレキギター演奏を初披露。ツアー中にも技を追加し、パワーコード・チョーキング・アーミング・ピックスクラッチを駆使した。
同年には、最も輝いた著名人に贈られる日本ジュエリーベストドレッサー賞の特別賞を、「佐々木彩夏とももいろクローバーＺ」の名義で受賞した（佐々木がももいろクローバーZのメンバーであるにもかかわらず、この様な名義でフィーチャーされ話題となった）。
2017年には、メンバー初となるソロシングルCD『My Cherry Pie（小粋なチェリーパイ）/My Hamburger Boy（浮気なハンバーガーボーイ）』をリリース（特集記事）。愛踊祭〜あいどるまつり〜の課題曲「キューティーハニー」も収録し、このコンテストのアンバサダーを務めた。
ソロコンサートは2 DAYSに拡大し（AYAKA NATION 2017 in 両国国技館）、1万3452人を動員。さらに『COUNT DOWN TV GIRL'S FES』や『TOKYO IDOL FESTIVAL』にソロで出演した。

### 「ももクロ」結成10周年〜
ソロコンサートは再び横浜アリーナでの開催となり、2018年に1万2156人を、2019年に1万2872人を動員。幕間に上映する、ニイルセンによるホワイトボードアニメが名物となっており（あーりん講座）、東京オリンピック・パラリンピック競技大会組織委員会が作成した競技紹介アニメーションに同様のフォーマットが採用された（One Minute, One Sport）。どちらも佐々木本人がアフレコを担当している。
2019年には、自らが総合プロデューサー兼メンバーを務めるアイドルユニット「浪江女子発組合（現 LumiUnion）」を結成。ファンからはPPP（ピンク・プレイング・プロデューサー）と呼称されるようになった。この頃から『Chubby Bunny（チュビー・バニー）』というブランド名で、ファッションのプロデュースも始めた。
明治座で開催の時代劇舞台『ももクロ一座特別公演　大江戸娯楽活劇　姫はくノ一』では座長・主演を務めた。また、自らが総合プロデュースするアイドルフェス『AYAKARNIVAL（アヤカーニバル）2019』を開催し、指原莉乃プロデュースの「=LOVE」や、SKE48の若手ユニット「カミングフレーバー」、BiSHの姉妹グループ「EMPiRE」が出演した。
2020年には、メンバー初となるソロアルバム『A-rin Assort』をリリース。
新型コロナウイルス感染症の流行を受け、毎年恒例のソロコンサート『AYAKA NATION』に代わるオンラインライブ『A-CHANNEL』（あーちゃんねる）を生配信。大型ライブハウスを一棟貸し切り、ステージのみならず控え室やバーカウンター、屋上プールなどを周遊しながら歌い踊るという新たなスタイルを構築した。同様の演出は『ももクロ夏のバカ騒ぎ2020 配信先からこんにちは』でも取り入れられ、後輩グループ・たこやきレインボーの生配信ライブでは総合プロデューサーを任された。
秋には、女性向けファッション雑誌『LARME』のレギュラーモデルに着任。『東京ガールズコレクション 2020 AUTUMN/WINTER ONLINE』にも出演した。
2021年には2年ぶりとなる有観客ライブ『AYAKA NATION』を横浜アリーナで開催。新型コロナウイルス対策のため観客が声を出せない状況だったが、ボタンを押すと13種類の掛け声が再生できるペンライトを導入し、観客参加型のライブを実現した。
グループ内では高城れに、玉井詩織と同じ神奈川県の出身であり、県の選定で東京オリンピックの聖火リレーのランナーに三人一組で選ばれた。新型コロナウイルスの感染拡大を受けて公道でのリレーが中止となり、神奈川県最終日の点火セレモニーに参加した。
2021年7月23日に「右末梢性顔面神経麻痺」の診断を受け、入院。8月2日に退院し、体調については十分休養をとれたため万全となったが、顔面麻痺の症状が残ったためリハビリを続けていくことになった。8月29日の音楽イベントでステージ復帰。秋には、雑貨ブランド「Maison de FLEUR」のアイテムにおける販促ビジュアルに起用された。

### 「ももクロ」結成15周年〜
2023年以降、各種ファッション誌や広告媒体のモデルをこなしアパレルブランドとコラボレーションしたオリジナル商品も発売されるなどアパレル系の可能性を広げている。
自身のソロコンサートではポールダンスやタヒチアンダンスといった新しいジャンルのダンスに挑戦するとともに、テレビ番組でのダンスバトル企画に参加するなど特技としているダンスの表現の幅を一層広げた活動に取り組んでいる。

## ソロコンサート・主宰フェス
※太字のものはBlu-ray/DVDとして映像作品化されている
- AYAKA-NATION 2016 in 横浜アリーナ（9月19日）[4]

- AYAKA NATION 2017 in 両国国技館（8月25日・26日） - 1stソロシングル「My Cherry Pie（小粋なチェリーパイ）/ My Hamburger Boy（浮気なハンバーガーボーイ）」のリリースと連動させ、その世界観である「50'sアメリカン」をフィーチャー[19]

- AYAKA NATION 2018 in 横浜アリーナ（6月24日）[20] - Blu-ray/DVD『AYAKA NATION 2019 in Yokohama Arena』にダイジェスト版として収録

- AYAKA NATION 2019 in Yokohama Arena（6月23日） - “不思議な森”をコンセプトにさまざまな動物の姿に扮し、ピンクブラウンに染めた髪をお披露目[21]

- AYAKARNIVAL 2019（12月30日、パシフィコ横浜＋生配信） - 佐々木彩夏主宰フェス

出演：=LOVE / EMPiRE / カミングフレーバー（SKE48）
- A-CHANNEL（2020年7月12日、無観客・生配信） - 大型ライブハウスを一棟貸し切り、ステージのみならず控え室やバーカウンター、屋上プールなどを周遊しながら歌い踊るという新たなスタイルを構築[24]

- AYAKARNIVAL 2020（12月12日、TACHIKAWA STAGE GARDEN＋生配信） - 佐々木彩夏主宰フェス

出演：アップアップガールズ（2） / =LOVE / STU48 / EMPiRE / カミングフレーバー（SKE48）
- AYAKA NATION 2021 in Yokohama Arena（6月27日、横浜アリーナ＋生配信） - 「美術館」をテーマに、歴史的な名画と持ち歌の世界観を融合[37]

- AYAKARNIVAL 2021（11月17日、日本武道館＋生配信） - 佐々木彩夏主宰フェス

出演：アップアップガールズ（2） / HKT48 / EMPiRE / カミングフレーバー（SKE48） /  超ときめき♡宣伝部  /  ≠ME  /   武藤彩未
- AYAKA NATION 2022 in TOKYO GARDEN THEATER（7月18日、東京ガーデンシアター＋生配信） - 持ち歌とともにストーリーが進行するジュークボックス・ミュージカル形式[38]

- AYAKARNIVAL 2023（6月16日・17日、EX THEATER ROPPONGI＋生配信） - 佐々木彩夏主宰フェス

出演：柏木由紀 (AKB48) /  Juice=Juice / ExWHYZ /  きゅるりんってしてみて  /  FRUITS ZIPPER
- AYAKA NATION 2023 in YOKOHAMA Arena ～FRIENDS～（2023年5月21日、横浜アリーナ＋生配信）
- AYAKA NATION Special Edition「VIP ROOM A⁺」（2024年9月13日、Zepp Nagoya；9月15日、Zepp Osaka Bayside；9月28日、Zepp Haneda＋生配信）
- AYAKA NATION 2025 VIP ROOM A+ ～the Voyage～ （2025年6月14日、東京ガーデンシアター＋生配信）

## ソロ出演

### テレビ

#### 音楽
- 民謡魂 ふるさとの唄（2024年3月9日、NHK総合）

#### ドキュメンタリー
- テレメンタリー2016「いじめは空気だ〜届かなかったSOS」（2016年3月14日深夜／4月5日 特別拡大版、長崎文化放送制作・テレビ朝日系列） - ナレーション
- ヨーロッパ 黒猫物語〜愛しきネコたちの不思議な運命〜（2017年6月28日、NHK BSプレミアム） - ナレーション

#### 情報・教養
- ランキンくえすと（2010年9月22・23日、関西テレビ）
- めざましテレビ（2013年6月17日・2014年4月30日・2015年6月5日、フジテレビ） - 「めざましじゃんけん」のコーナーに出演
- キルマニアファミリー（2015年1月11日、フジテレビ）
- PON!（2015年5月21日、日本テレビ）
- 東京暇人（2015年10月30日・2017年11月3日・10日・12月1日、日本テレビ） - 山田五郎と美術館巡り
- 日テレポシュレ（2015年11月11日・2020年8月29日、日本テレビ）
- 世界・ふしぎ発見!（2015年11月14日・2018年5月19日・2021年1月8日、TBSテレビ）
- ヒルナンデス!（2020年12月19日・2022年7月27日・8月3日、日本テレビ）
- うまいッ!（2021年2月8日・20日・5月24日・2022年4月18日・5月2日・2024年5月12日、NHK総合）
- 大好き♡東北 定禅寺しゃべり亭（2021年5月8日、NHK総合）
- ヒューマングルメンタリー オモウマい店 2時間SP（2021年6月29日、日本テレビ）
- ラヴィット!（2021年12月11日、TBSテレビ）
- 潜在能力テスト（2022年3月22日・11月8日、フジテレビ）
- 明日をまもるナビ（2022年7月3日、NHK総合）
- チコちゃんに叱られる!（2022年10月28日、NHK総合）
- 三度の飯よりアレが好き!（2023年2月4日、MBSテレビ）
- ゴジてれChu!キャラバンin浪江町（2023年7月17日、福島中央テレビ）
- あさイチ（2024年5月23日・2025年7月17日、NHK総合）

#### バラエティ
- 上沼恵美子は見た!日常ワイド劇場（2004年、TBSテレビ） - 再現ドラマ出演
- ぶちぬき（2005年、テレビ東京） - 小悪魔ちゃんコンテストに母と出演
- おはスタ（2005年8月 - 2007年9月、テレビ東京） - アーリンとして出演（おはキッズ全員の呼び名を統一するためにカタカナ表記）
- ダウンタウンDX（2012年1月5日スペシャル版、日本テレビ）
- 芸能界旅サークル5（2015年12月5日、朝日放送）
- きくちから（2016年1月9日、フジテレビNEXT）
- Takanori Music Revolution（2017年1月24日、フジテレビNEXT）
- HOT WAVE（2017年8月20日、テレビ埼玉）
- プロ野球珍プレー好プレー大賞 2018（2018年12月8日、フジテレビ）
- 月イチのてぇてぇTV（2019年8月23日、BS日テレ）
- 鉄道沿線歩き旅9 めざせ100km！岩手・三陸鉄道沿いを歩く（2020年12月21日、テレビ東京）
- 逃走中（2021年4月4日、日本テレビ）
- ものまねグランプリ（2021年5月4日、日本テレビ）
- ぐるぐるナインティナイン（2021年7月15日、日本テレビ）
- ウラ撮れちゃいました（2022年2月24日、テレビ朝日）
- テレビ千鳥（2022年3月6日、テレビ朝日）
- 踊る!さんま御殿!! ウマいものに目がない芸能人SP（2022年5月17日、日本テレビ）
- ニンゲン観察バラエティ モニタリング（2022年6月23日・30日・7月14日、TBSテレビ）
- バナナサンド（2022年12月28日、TBSテレビ）
- 上田と女が吠える夜（2023年2月1日・3月29日・2024年6月5日・2025年4月23日、日本テレビ）
- 超無敵クラス（2023年3月19日、日本テレビ）
- ハマダ歌謡祭★オオカミ少年（2024年4月5日・6月21日・9月27日・2025年6月13日、TBSテレビ）
- それSnow Manにやらせて下さい（2024年5月24日・9月13日・2025年4月18日、TBSテレビ）
- テレ東系 旅の日～ローカル路線バス乗り継ぎの旅8時間SP～（2024年12月28日、テレビ東京）
- 秘密のケンミンSHOW極（2025年3月6日、日本テレビ）

#### ドラマ
- 虹のかなた（2004年、TBSテレビ）
- ハングリー! 第8話（2012年2月28日、関西テレビ）
- こんにちは、女優の相楽樹です。 第1話（2017年3月7日、テレビ東京）
- コタローは1人暮らし 第7話（2021年6月5日、テレビ朝日）- メイド喫茶のメイド 役[39]
- 奇々怪々！迷信探偵ファイル～祟りと呪いの謎を追え～（2021年7月31日、フジテレビ）

#### CM
- バンダイ「ふしぎ星の☆ふたご姫〜はねのミューグラム」（2005年）
- 日本マクドナルド「ハッピーセット“プリキュア5” 美容室編」（2007年）
- リクルート「フロム・エー ナビ ピアノ教師」（2007年） - 速水もこみちと共演
- コナミデジタルエンタテインメント ニンテンドーDS用ソフト「極上!!めちゃモテ委員長 めちゃモテDays、はじめますわっ!」（2008年）
- 楽天トラベル「楽天トラベルで友情旅行グランピング編」（2022年6月16日 - ）[40]

### ラジオ
- ミューコミプラス（2016年7月4 - 7日・2017年8月14日・2018年4月18日、ニッポン放送）
- 高田文夫のラジオビバリー昼ズ（2016年7月6日、ニッポン放送）
- マイプレイリスト（2016年7月31日、ニッポン放送）
- ももいろクローバーZ 佐々木彩夏のオールナイトニッポンR（2016年9月10日深夜、ニッポン放送）
- 新発見!有楽超合金（2016年12月17日、ニッポン放送）
- ヒャダインのガルポプ!（2017年8月4日、NHK-FM）
- One More Pint!（2017年8月25日、NACK5）
- 川上アキラのオールナイトニッポン0(ZERO)（2020年2月8日深夜、ニッポン放送） - アシスタント
- 中山秀征のクイズイマジネーター（2020年10月15日・2021年4月1日、NHK第1）
- ヤバイラジオ屋さん（2021年2月20日・5月22日、NHK第1）
- YuNiのオールナイトニッポンi（2021年2月24日、ニッポン放送YouTube）
- 山崎怜奈の誰かに話したかったこと。（2022年2月16日、TOKYO FM）
- ジェネZZ（2022年5月17日、Bayfm78）
- Roomie Roomie!（2022年5月25日・8月22日、TOKYO FM）
- 井上貴博 土曜日の『あ』（2022年8月6日、TBSラジオ）
- 加山雄三のオールナイトニッポンGOLD（2022年8月25日、ニッポン放送）

### 映画
- DEATH NOTE the Last Name（2006年） - エキストラ出演[注 3]
- YOSHIMOTO DIRECTOR'S 100「ボクとタケダくん」（2007年）
- 聖闘士星矢 Legend of Sanctuary（2014年） - 声の出演（城戸沙織役）。ブルーレイBOXの特典DISCで、佐々木彩夏も参加したスペシャル座談会と個別インタビューを収録。シネマトゥデイ・佐々木彩夏単独インタビューも参照

### ライブ・フェス
- さだまさしソロコンサート4000回記念公演（2013年、日本武道館） - ゲスト出演。ライブアルバム『さだまさし 4000&4001 in 武道館』に収録
- 東京03 FROLIC A HOLIC ラブストーリー「取り返しのつかない姿」（2015年） - ゲスト出演
- TOKYO IDOL FESTIVAL（2016 - 2020・2022 - 2023年） - 2010年にグループで出演経験があったが、ソロとして出演
- COUNT DOWN TV GIRL'S FES 2017
- 愛踊祭〜あいどるまつり〜（2017年・2019年） - アンバサダー
- やぐフェス2018〜黒と白の交わる場所〜
- 清竜人 ハーレムフェスタ2019
- @JAM EXPO （2022 - 2023年）

### 舞台
- シンフォニー朗読劇「ベートーヴェン〜魂の交響曲〜」（2025年4月27日 - 5月5日、日本青年館ホール） - 伯爵令嬢ジュリエッタ 役[41]

### 広告
- ビクター「Everio」 - 小学生時代
- ベネッセコーポレーション「こどもちゃれんじ」 - 同上
- ナイス「Tokyo Garden Suite」 - 同上
- 味の素（広告賞用） - 同上

### その他
- プチエンジェル（2004年、心交社） - 加藤茜、神崎愛瑠とのコラボ写真集
- Very Little!（2004年、心交社） - 加藤茜、神崎愛瑠とのコラボDVD
- Chu→Boh チューボー Vol.38(2010年、海王社)
- Chu→Boh チューボー Vol.43(2011年、海王社)
- 新聞コラム『女神からの自由研究』 「全力ライブでライバル圧倒」（2011年8月2日、朝日新聞論説面）
- Web記事『著名人が語る「ジャンボシュークリームと私」』（2014年、銀座コージーコーナー）
- イベント『ITpro EXPO in 九州 2016』
- 新聞記事『参院選：ももクロ佐々木彩夏さん「１票にうれしさと責任」』（2016年7月7日、毎日新聞社会面）
- 神奈川県・鎌倉警察署 一日警察署長（2016年10月10日）
- 長野県・大町警察署 一日警察署長（2016年10月22日）
- Web記事『佐々木彩夏「ももクロ一本」の決意　迷いを乗り越え「向き合い方も変わった」 』（2016年、モデルプレス）
- 手話パフォーマンスきいろぐみ主催イベント『目指せ!東京2020!!僕らはサインサポーター』（2017年）
- 京都府・下京警察署 一日警察署長（2017年2月20日）
- 新聞記事『北斎とジャポニスム』（2017年12月20日、読売新聞）
- トークイベント『マンガワールド 其の65 ももプロZ 小城徹也』（2018年）
- イベント『神奈川県民の警察官表彰式』（2018年）
- 新聞コラム「モネ それからの100年」（2018年9月15日、東京新聞夕刊）- 画家・福田美蘭の『睡蓮の池』を印象に残った作品として紹介
- マラソンイベント『2018味スタ6耐』特別ゲスト
- 富山県・黒部警察署 一日警察署長（2019年2月28日）
- 東京都・池上警察署 一日警察署長（2019年9月16日・2021年9月12日）
- 佐々木彩夏×ハードロックカフェ横浜店　コラボレーションフェア（2019年）
- 金沢動物園×佐々木彩夏コラボ企画（2019年） - パネル設置、アナウンス、音声ガイドなど
- 新聞記事『年男・年女インタビュー』（2020年1月1日、毎日小学生新聞）
- ファッション雑誌『LARME』 レギュラーモデル（2020年〜2023年）
- Maison de FLEUR(メゾン・ド・フルール) MY ECOBAG BOOK（2021年）
- 美容雑誌『MAQUIA』モデル(集英社、2021年〜)
- 舞台『チコちゃんに叱られる！on STAGE ～そのとき歴史はチコっと動いた！～』（2022年） - ゲスト
- 東京都・高輪警察署 一日警察署長（2022年4月6日）
- イベント『第77回宇奈月温泉雪のカーニバル』（2023年）
- ファッション雑誌『美人百花』 モデル（2023年〜）
- Maison de FLEUR Petite Robe×Ayaka Sasaki 第1弾・第2弾（2023年）
- ムック本「Maison de FLEUR BOOK」マルチケース付（2023年）
- Maison de FLEUR Petite Robe Ayaka Sasaki Collaboration Collection（2023年）
- レディースブランド「CELFORD(セルフォード)」 モデル（2024年〜）
- レディースブランド「Tocco Closet」 モデル（2024年）
- オンデーズ（OWNDAYS）メガネ記事広告モデル（2024年）
- やまなし防災減災フェス「巨大地震に備えるトークイベント」（2024年5月11日）
- 「ナミエでゼロイチ」第1回【起業ｘ食】（2024年8月1日）
- ファッションブランド「KANGOL」 コラボレーション企画（2025年）
- 第38回川越いもの子作業所チャリティーコンサート（2025年7月19日）- 高城れにおよびLumiUnionとともに出演

## 作品

### アルバム
- A-rin Assort（あーりんアソート、2020年7月8日）

1. あーりんちゅあ
作曲・編曲：前山田健一
2. ハッピー♡スイート♡バースデー！
作詞・作曲・編曲：前山田健一
ミュージックビデオ - YouTube
3. Girls Meeting
作詞・作曲・編曲：山本加津彦
ミュージックビデオ - YouTube
4. Early SUMMER!!!
5. My Cherry Pie（小粋なチェリーパイ）
6. My Hamburger Boy（浮気なハンバーガーボーイ）
7. Bunny Gone Bad
8. Memories, Stories
9. Grenade
10. だって あーりんなんだもーん☆
11. あーりんは反抗期!
12. スイート・エイティーン・ブギ
作詞・作曲・編曲：橋本由香利
13. あーりんはあーりん♡
14. 仕事しろ
作詞・作曲：前山田健一 / 編曲：徳田光希
15. 空でも虹でも星でもない
作詞・作曲：山本加津彦 / 編曲：山口隆志

### シングル
- あーりんはあーりん♡（2016年9月28日、配信限定）
  - 作詞・作曲・編曲：前山田健一
- My Cherry Pie（小粋なチェリーパイ）/My Hamburger Boy（浮気なハンバーガーボーイ）（2017年8月23日）
  1. My Cherry Pie（小粋なチェリーパイ）
作詞・作曲：前山田健一 / 編曲：宮崎誠
ミュージックビデオ - YouTube
  2. My Hamburger Boy（浮気なハンバーガーボーイ）
作詞・作曲：前山田健一 / 編曲：川田瑠夏
  3. キューティーハニー
編曲：前山田健一
振り付け動画 - YouTube
  4. AARIN ULTRA REMIX 2017
リミックス・MC：DJ KOO
ミュージックビデオ - YouTube
- Early SUMMER!!!（2018年6月24日、配信限定）
  - 作詞：eNu / 作曲・編曲：設楽哲也
- Bunny Gone Bad（2019年6月11日、配信限定）
  1. Bunny Gone Bad
作詞：藤林聖子 / 作曲・編曲：R・O・N
  2. Memories, Stories
作詞・作曲：多田慎也 / 編曲：生田真心
- 君が好きだと叫びたい（2019年9月6日、配信限定）- BAADのカバー
- A-rin Kingdom/SPECIALIZER（2021年6月11日、配信限定）
  1. A-rin Kingdom
作詞・作曲・編曲：山本加津彦
  2. SPECIALIZER
読み：スペシャライザー
作詞：藤林聖子 / 作曲・編曲：R・O・N
佐々木彩夏のファンを公言する石川柊太（福岡ソフトバンクホークス投手）の登場曲として制作
- Lady Cat（2022年7月19日、配信限定）
  - 作詞：栗原暁（Jazzin’park）・今井了介  / 作曲：今井了介・U-Key zone・栗原暁（Jazzin’park）了介  / 編曲：U-Key zone
- ジョイフルワンダーランド/きらりんっ!（2023年5月21日、配信限定）
  1. ジョイフルワンダーランド
作詞：辻村有記 / 作曲・編曲：辻村有記・伊藤賢
  2. きらりんっ!
作詞・作曲・編曲：山本加津彦
- Ladybird（2024年9月4日、配信限定）
  - 作詞：AKIRA  / 作曲・編曲：U-Key zone
- Where We Go（2025年6月11日、配信限定）
  - 作詞：辻村有記  / 作曲・編曲：辻村有記・伊藤 賢

### ユニット曲
- 山形 - 「さくらんぼ」をテーマとした、高城れに（ももいろクローバーZ）とのユニット
  - 私のアメリカンチェリー（2015年、未音源化）- 作詞・作曲：CHI-MEY
- 佐々木彩夏＆みぎわさん feat. 花輪くん - アニメ『ちびまる子ちゃん』とのコラボ企画
  - 私を選んで！花輪くん（2019年）

### Blu-ray/DVD
- AYAKA-NATION 2016 in 横浜アリーナ（2017年7月26日）
- AYAKA NATION 2017 in 両国国技館（2018年6月6日）
- AYAKA NATION 2019 in Yokohama Arena（2019年12月4日） - AYAKA NATION 2018のダイジェストも収録
- A-CHANNEL（2021年6月11日） - ももいろクローバーZのファンクラブ会員にのみ期間限定販売
- AYAKA NATION 2021 in Yokohama Arena（2022年6月11日） - 同上